# 菲鷹航空541號班機空難
菲鷹航空541號班機是菲鷹航空一班的來回菲律賓馬尼拉尼诺伊·阿基诺国际机场至民答那峨島達沃市達沃國際機場定期航班，2000年4月19日，一架波音737客機於達沃國際機場附近墜毀，機上有131名乘客遇難。
菲鷹航空541號班機空難也是菲律賓史上最嚴重的空難 。

## 飛機
失事客機是一架波音737-2H4，於1978年2月交付給西南航空，當時編號為N50SW，後來售予菲鷹航空。

## 經過
2000年4月19日，飛機載有131名乘客名機組人員在早上約5時30分起飛飛往達沃。約上午7時到達達沃國際機場，尾隨一架空中巴士A319客機向05跑道進場。當菲鷹航空客機離開雲層後，發現該A319還未離開跑道，同時塔台指令他們重飛，541號班機便執行重飛並爬升重返雲層。正確的流程是重飛至4,000尺，繞機場一圈並重返下滑道。然而航班機師却在較低的高度，在本应儀器飛行的情况下，以目視飛行方式執行重飛程序。飛機最終在約海平面500尺撞樹，最終在機場以西數里墜毀 ，飛機隨即著火及解體，沒有生還者。

## 外部連結
- RP-C3010墜毀前的照片 （页面存档备份，存于）